# 早岐車站
早岐車站（日语：〔〕／ Haiki eki */?）是一位於日本長崎縣佐世保市早岐一丁目、隸屬於九州旅客鐵道（JR九州）的鐵路車站。

## 概要
早岐車站是九州島西北部鐵路幹線佐世保線與支線大村線的交會車站，並同時作為長崎縣北部的交通樞紐。在這裡，駛往度假主題樂園豪斯登堡的豪斯登堡號（ハウステンボス）會與一同串掛運行的綠號（みどり）特急列車拆解並分頭繼續前往目的地，其中豪斯登堡號的目的地是位於大村線上的豪斯登堡車站，而綠號的目的地則是佐世保車站。
本站為全列車均停站，且本站是有複數路線的JR車站中，最西邊之車站。

## 車站結構

### 站房
現時使用中的為第二代站房，車站大堂設於二樓，為跨線式站房。

### 月台配置
由於線道上的安排，不論從佐世保或江北開出的列車，到達本站後均可直通至大村線，反而佐世保線内的列車，則需要轉換行車方向才可以繼續，所以也形成了由佐世保開出的列車，大都會直接在本站轉入大村線，而佐世保線列車則多為區間車至本站止。
1、2號月台與4、5號月台的地平式島式月台（※1號月台只限佐世保、江北方向開出的入線可能切入線）2面4線的跨站式站房。2個月台以及車站窗口、商店、閘口（1個）以跨線天橋聯繋。
| 月台 | 路線                     | 方向 | 目的地                         | 備註                                                           |
| ---- | ------------------------ | ---- | ------------------------------ | -------------------------------------------------------------- |
| 1    | ■佐世保線                | 下行 | 佐世保方向                     |                                                                |
| 1    | ■佐世保線                | 上行 | 有田、江北、鳥栖方向           |                                                                |
| 2    | ■佐世保線                | 下行 | 佐世保方向                     |                                                                |
| 2    | ■大村線                  |      | 豪斯登堡、大村、諫早、長崎方向 |                                                                |
| 2    | □特急「綠」 「豪斯登堡」 | 下行 | 往佐世保、豪斯登堡             | 併結列車分割、併合進行處 一部分1、4號月台（1號月台只限「綠」） |
| 2    | □特急「綠」 「豪斯登堡」 | 上行 | 佐賀、新鳥栖、博多方向         | 併結列車分割、併合進行處 一部分1、4號月台（1號月台只限「綠」） |
| 4、5 | ■佐世保線                | 下行 | 佐世保方向                     |                                                                |
| 4、5 | ■佐世保線                | 上行 | 有田、江北、鳥栖方向           |                                                                |
| 4、5 | ■大村線                  |      | 豪斯登堡、大村、諫早、長崎方向 |                                                                |

## 歷史
- 1897年：

- 7月10日：作為九州鐵道長崎線的車站開業。。
- 7月22日：長崎線長與站 - 長崎站（現在的浦上站）間開業。同時本站與長與站間的聯絡船（大村灣聯絡船）開業。

- 早岐側使用的港口是早岐站旁的早岐港，而長與側使用的港口原先是道之尾站旁的時津港，後來變為長與站旁的舟津港。

- 1898年：

- 1月20日：長崎線延伸至大村站。同時，本站至佐世保站間的路線開業。
- 11月27日：長崎線大村站 - 長與站間開業，連結本站與長與站間的聯絡船停止營業。至現今長崎站的路線是1905年開業的。

- 1907年7月1日：九州鐵道國有化。
- 1909年10月12日：鳥栖 - 早岐 - 長崎站間更名為長崎本線，早岐站 - 佐世保站間更名為佐世保線。本站成為兩線的轉乘站。
- 1934年12月1日：長崎本線改為經由肥前鹿島站，經由肥前山口站（現在的江北站） - 早岐駅間編入佐世保站，早岐站 - 諫早站間更名為大村線。
- 1942年5月27日：本站所在之早岐町編入佐世保市。
- 1982年11月15日：貨運服務停止。
- 1985年3月14日：行包服務停止。
- 1986年3月29日：設置綠窗口。
- 1987年4月1日：因為國鐵分割民營化，本站由JR九州繼承。民營化的同時，有田站 - 本站間貨物營業廢止，本站的業務並未由日本貨物鉄道（JR貨物）繼承。
- 2010年8月上旬：車輛基地移動工程開始。
- 2014年3月15日：車輛基地部分完工、「長崎鐵道事業部佐世保車輛基地」開始營業。長崎站旁的長崎車輛基地業務移轉至此。
  - 10月11日：跨站式新站舍完工並營業開始，同時，舊站停止營運。
  - 10月27日：舊站舍的營業結束儀式開始。
- 2024年度：預定在本站導入IC卡「SUGOCA」。

## 使用人數
以下是車站每年度的每日乘車人數變化：
| 乘車人次變化 | 乘車人次變化 |
| 年度         | 1日平均人次  |
| ------------ | ------------ |
| 2000         | 1,343        |
| 2001         | 1,333        |
| 2002         | 1,244        |
| 2003         | 1,320        |
| 2004         | 1,307        |
| 2005         | 1,342        |
| 2006         | 1,314        |
| 2007         | 1,380        |
| 2008         | 1,440        |
| 2009         | 1,394        |
| 2010         | 1,392        |
| 2011         | 1,394        |
| 2012         | 1,435        |
| 2013         | 1,479        |
| 2014         | 1,512        |
| 2015         | 1,581        |
| 2016         | 1,646        |
| 2017         | 1,663        |
| 2018         | 1,698        |
| 2019         | 1,685        |
| 2020         | 1,372        |
| 2021         | 1,417        |
| 2022         | 1,495        |
| 2023         | 1,568        |

## 相鄰車站
九州旅客鐵道
■佐世保線
■觀光特急「雙星4047」（下午大村灣班次）
豪斯登堡→早岐→有田
■普通
三河內－早岐－大塔
■大村線（普通列車除一部分外直通佐世保線）
■快速「濱海快線」、■區間快速「濱海快線」■普通
（大塔－）早岐－豪斯登堡
特急「綠」「豪斯登堡」的併結列車在此站進行分割、併合。
33°8′0″N 129°47′57″E / 33.13333°N 129.79917°E

## 外部連結
- JR九州早岐站 （页面存档备份，存于）